# Jörnsträsket
Jörnsträsket, finska Jyränjärvi) är en sjö i Skellefteå kommun i Västerbotten och ingår i Skellefteälvens huvudavrinningsområde. Sjön har en area på 1,63 kvadratkilometer och ligger 250 meter över havet. Sjön avvattnas av vattendraget Kvarnbäcken.

## Delavrinningsområde
Jörnsträsket ingår i det delavrinningsområde (722007-170556) som SMHI kallar för Utloppet av Jörnsträsket. Medelhöjden är 275 meter över havet och ytan är 13,99 kvadratkilometer. Det finns inga avrinningsområden uppströms utan avrinningsområdet är högsta punkten. Kvarnbäcken som avvattnar avrinningsområdet har biflödesordning 4, vilket innebär att vattnet flödar genom totalt 4 vattendrag innan det når havet efter 89 kilometer. Avrinningsområdet består mestadels av skog (70 procent). Avrinningsområdet har 1,63 kvadratkilometer vattenytor vilket ger det en sjöprocent på 11,3 procent.